# Йохан Теодор от Бавария
Йохан Теодор Баварски (на немски: Johann Theodor von Bayern; * 3 септември 1703, Мюнхен; † 27 януари 1763, Лиеж) от род Вителсбахи, е кардинал и епископ на Регенсбург от 1719 г., на Фрайзинг от 1727 г. и княз-епископ на Лиеж от 1744 г.

## Живот
Син е на Максимилиан II Емануел и Тереза Кунегунда Собиеска († 1730), дъщеря на полския крал Ян III Собиески.
Йохан Теодор следва в университета на Инголщат и на университета на Сиена. След смъртта на по-големия му брат Филип Мориц на 12 март 1719 г. другият му брат Клеменс Аугуст поема поста в Северозапада на Свещената Римска империя, a Йохан Теодор става княжески епископ на Фрайзинг и Регенсбург. Той се сближава с Бурбоните и затова Луи XV през 1732 г. подкрепя неговата кандидатура за службата Велик магистър на Тевтонския орден. Обаче брат му Клеменс Аугуст печели изборите.
На 9 септември 1743 г. папа Бенедикт XIV го прави кардинал in pectore. Той получава църквата Сан Лоренцо в Лучина в Рим. Oт 1744 г. той е също епископ на Лиеж. Папа Климент XIII му отказва съгласието си на 11 март 1761 г. за неговия избор за архиепископ на Кьолн, заради неговия скандален живот.
Той умира на 27 януари 1763 г. в Лиеж. Погребан е в „Св. Ламберт“ катедралата в Лиеж, а сърцето му в „Гнаденкапеле“ в Алтьотинг. Йохан Теодор е последният княжески епископ от рода на Вителсбахите. През следващите генерации няма достатъчно по-къснородени синове, които да заемат духовнически служби.